# Velelnik
Velélnik ali imperatív je glagolska oblika za izražanje velelnega naklona, torej glagolskega naklona, ki izraža zaželenost glagolskega dejanja oziroma spodbuja k vršitvi dogodka (nesiva, pojdimo, delajmo, molči, pridita, prenehajte, bodi povedano).
Rabi se za 1. osebo dvojine in množine ter 2. osebo vseh števil.

## Izražanje zaželenosti
Zaželenost glagolskega dejanja, ki ga izraža velelnik, je večja ali manjša, lahko je komaj nakazana ali pa celo nasilna. Pomeni lahko prošnjo, nasvet, željo, poziv, zahtevo, dovoljenje, zapoved.

## Tvorba
Velelnik tvorimo iz sedanjiške osnove:
- z glagolsko pripono -i- (nesem → nesiva, nesimo, nesi, nesita, nesite; nosim → nosiva, nosimo, nosi, nosita, nosite);
- z glagolsko pripono -j- (delam → delajva, delajmo, delaj, delajta, delajte; jem → jejva, jejmo, jej, jejta, jejte);
- s krnitvijo -e-ja pri glagolskih priponah na -je- (kupujem → kupujva, kupujmo, kupuj, kupujta, kupujte; pijem → pijva, pijmo, pij, pijta, pijte);
- posebnosti so velelniške oblike imeti → imej; gledati → glej; bati se → boj se; stati → stoj; vedeti → vedi; iti → pojdi; biti → bodi.[4]

Trpna oblika velelnika je opisna (hvaliti → bodi hvaljen; povedati → bodi povedano).
Končnice v velelniku so iste kot v sedanjiku, le da je v ednini ničta končnica (-ø):
|       | Ednina | Dvojina | Množina |
| ----- | ------ | ------- | ------- |
| 1. os | /      | -va     | -mo     |
| 2. os | -ø     | -ta     | -te     |

Obstajajo tudi glagoli, ki velelniških oblik ne poznajo (npr. glagol 'moči').